# Земледельческая улица (Санкт-Петербург)
Земледе́льческая улица — улица в Выборгском и Приморском районах Санкт-Петербурга. Проходит от Лесного проспекта до Белоостровской улицы.

## История
С 1850-х годов называлась Глухим переулком. Поскольку в Петербурге было множество проездов с таким же названием, 5 марта 1871 года переулок переименовали в Земледельческий, по Земледельческой академии (так в те годы называлась Лесотехническая академия, от которой начинался переулок). В 1930-е годы переулок был продлён за Большой Сампсониевский проспект, а в 1957 году соединён с Вазаским переулком у Белоостровской улицы. С этого же времени удлинившийся переулок получил своё современное название.
Здесь же, на Земледельческой улице, в 1994 году произошла одна из самых кровавых криминальных разборок за последние десятилетия, жертвами которой стали 10 человек.

## Достопримечательности
- Д. № 5 — административный корпус авторемонтного завода № 2, арх. Эммануил Маркович Хевелёв, 1955[2].

## Пересечения
- Лесной проспект
- Сочинская улица
- Выборгская ветка Октябрьской железной дороги
- Большой Сампсониевский проспект
- Студенческая улица
- Бежецкий переулок
- Белоостровская улица и Вазаский переулок